# Niedersachsen-Rundfahrt 2007
Die 31. Niedersachsen-Rundfahrt fand vom 25. bis 29. April 2007 statt. Das Radrennen wurde in fünf Etappen über eine Gesamtdistanz von 890,4 Kilometern ausgetragen. Das Rennen ist Teil der UCI Europe Tour 2007 und dort in die Kategorie 2.1 eingestuft.

## Etappen
| Etappe    | Tag       | Start – Ziel                   | km    | Tageswertung        | Gesamtwertung       |
| --------- | --------- | ------------------------------ | ----- | ------------------- | ------------------- |
| 1. Etappe | 25. April | Wallenhorst – Bremen           | 161,1 | Alessandro Petacchi | Alessandro Petacchi |
| 2. Etappe | 26. April | Bremen – Melle                 | 186,9 | Alessandro Petacchi | Alessandro Petacchi |
| 3. Etappe | 27. April | Melle – Rheda-Wiedenbrück      | 160,9 | Gerald Ciolek       | Alessandro Petacchi |
| 4. Etappe | 28. April | Rheda-Wiedenbrück – Duderstadt | 199,7 | Alessandro Petacchi | Alessandro Petacchi |
| 5. Etappe | 29. April | Osterode am Harz – Göttingen   | 181,8 | Heinrich Haussler   | Alessandro Petacchi |